# Arte biomórfica

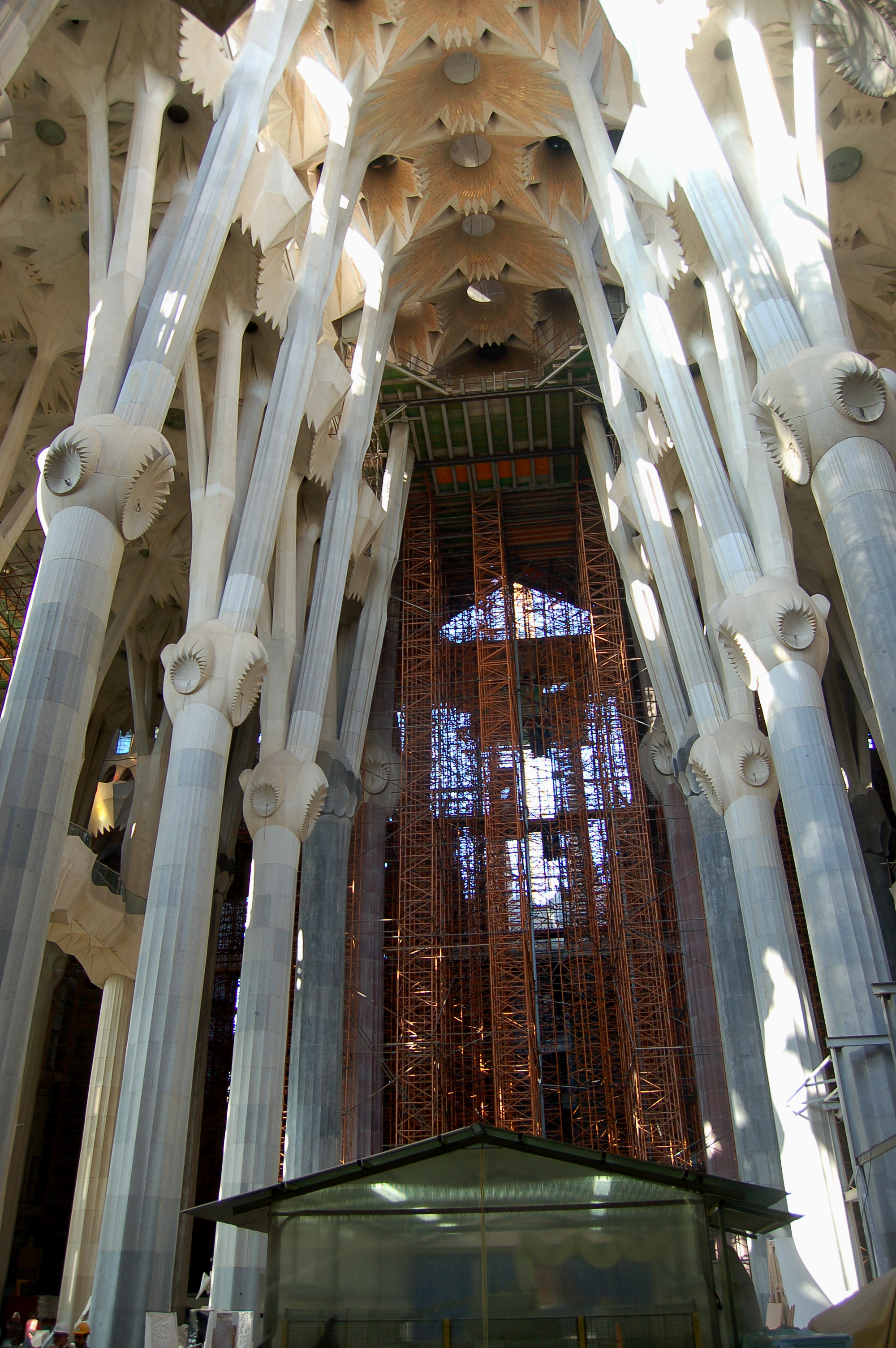
Colunas biomórficas incompletas de Antoni Gaudí na igreja da Sagrada Família.

A arte biomórfica ou, biomorfismo, é um estilo de pintura e escultura baseado em curvas ou motivos que evocam seres vivos. O estilo biomórfico também pode ser encontrado no design e na arquitetura.

## História
O termo foi proposto em 1935 pelo escritor britânico Geoffrey Grigson e depois usado por Alfred H. Barr' no contexto de suas exposições de Cubismo e Arte Abstrata, em 1936.
Há uma conexão da Arte biomórfica com o Surrealismo e com o Art Nouveau. A pintura de Matisse intitulada Le bonheur de vivre[ligação inativa], de 1905, pode ser citada como uma importante fonte de inspiração.

## Na pintura
O glossário online da galeria Tate especifica que essas formas evocam os seres viventes...". O artigo cita Joan Miró, Jean Arp, Henry Moore e Barbara Hepworth como artistas de estilo biomórfico.
As pinturas de Yves Tanguy e Matta Roberto também são frequentemente citadas como exemplos da utilização de forma biomórfica. Durante e após a II Guerra Mundial, as paisagens de Yves Tanguy tornaram-se mais vazias, o que tem sido visto como um retrato psicológico da guerra na Europa.

## Na arquitetura
Na arquitetura a Igreja da Sagrada Família de Antoni Gaudí, em Barcelona, contém muitos recursos inspirados na natureza, como a ramificação de colunas destinadas a representar árvores.

## No desenho industrial
O biomorfismo foca-se no poder das formas orgânicas, que no design são conhecidas como continuidades G2, G3 e G4, precursoras do conceito da Superfície Classe A[nota 1].
No design industrial moderno podem ser citados os trabalhos de Alvar Aalto e Isamu Noguchi, cuja Tabela Noguchi é considerada um ícone do setor. Atualmente, o efeito da influência da natureza é menos óbvio; em vez de os objetos serem projetados exatamente como a forma natural, eles usam apenas características sutis como referência visual e, ou, experiência tátil. Os projetos de design que se baseiam na forma ou no funcionamento dos elementos da natureza são chamados de biodesign.